# Tonquin

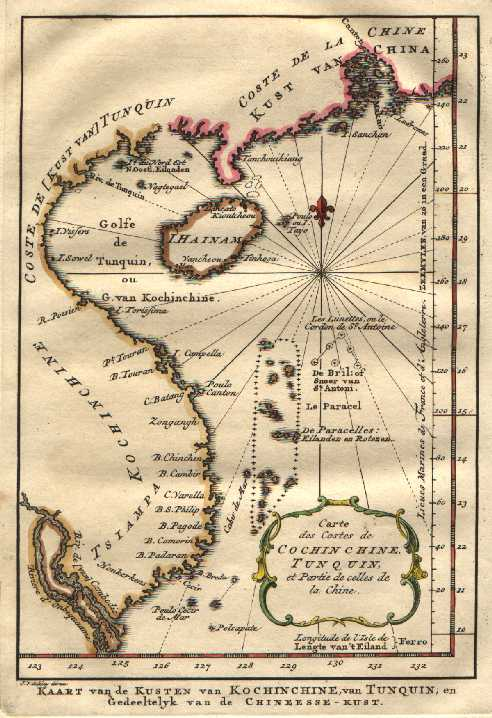
Kaart van Tonquin uit 1754

Tonquin was een gebied van de Vereenigde Oostindische Compagnie in het noorden van het huidige Vietnam. Het werd bestuurd door een opperhoofd.
Destijds hoorde het gebied bij het Koninkrijk Tonkin, waarmee de VOC in het eind van de jaren 30 van de 17e eeuw een verbond sloot. Dit vooral om te handelen in zijde, dat veel werd geproduceerd in Vietnam. Toen de handel terugliep werden de posten gesloten.

## Plaatsen
Plaatsen waar de VOC handelposten had waren:
- Tonquin, van: 1636 - 1699. In deze stad werd in 1637 een contract met de koning van Hanoi gesloten waarin stond dat de VOC vlak bij de stad, aan de westoever van de Rode Rivier, een handelspost mocht oprichten. Deze vestiging was belangrijk voor de handel in zijde vanuit Tonkin naar Japan. Deze handel was rond het midden van de 17e eeuw op haar hoogtepunt, maar liep daarna snel weer terug. Toen de handel in 1664 helemaal stil kwam te liggen werd het comptoir tijdelijk gesloten. Nadat de post weer heropend was, kwamen er echter onenigheden met de koning. Het opperhoofd (Jacob van Loo) werd enkele malen gevangengezet omdat hij niet de juiste geschenken aan de koning gaf. In 1699 is toen naar besluit van de Hoge Regering (het VOC-bestuur in Batavia) de handelspost gesloten. Het garnizoen van het fort kwam op 8 februari aan in Batavia.

- Hội An, van: 1636 - 1741. Deze post werd gesticht door Abraham Duijker aan een beschutte baai aan de monding van een rivier. Hier werd vooral gehandeld in wapens in ruil voor Japans servies.

## Opperhoofden
- 1637-1641 Karel Hartsinck (eigenlijke titel: koopman)
- 1642-1647 Anthony van Brouckhorst (eigenlijke titel: opperkoopman)
- 1647-1650 Philip Schillemans
- 1650-1653 Jan de Groot
- 1653-1656 Louis Bassart Isaaczn.
- 1657-1659 Nicolaas de Voogd
- 1660-1664 Henrik Baron
- 1664-1665 Hendrik Verdonk
- 1665-1667 Constantin Ranst
- 1667-1672 Cornelis Valkenier
- 1672-1677 Albert Brevink
- 1677-1679 Johannes Besselman
- 1680-1687 Leonard (Leendert) de Moy
- 1687-1691 Johannes Sibens
- 1691-1700 Jacob van Loo

Gouvernementen: Goudkust* · Nederlands Brazilië · Nederlandse Antillen · Nederlands-Guiana (Berbice* · Cayenne · Demerary* · Essequebo* · Pomeroon · Suriname*) · Nieuw-Nederland
Gebieden met een directeur: Maagdeneilanden
Gebieden met een baron: Tobago (geleend aan Cornelis Lampsins)
Factorijen / handelsposten: Arguin · Loango-Angolakust · Senegambia · Slavenkust
Gouvernementen: Amboina* · Banda* · Batavia* · Ceylon · Coromandelkust* · Formosa · Java's Noordoostkust* · Kaapkolonie* · Makassar* · Malakka* · Mauritius · Molukken*
Directoraten: Vestingen in Bengalen · Vestingen in Perzië · Suratte
Commandementen: Bantam* · Malabar · Sumatra's Westkust*
Residenten: Bandjarmasin* · Cheribon* · Palembang* · Pontianak*
Gebieden met een opperhoofd: Birma · Dejima* · Vestingen in Siam · Timor · Tonquin
Factorijen: Vestingen in China
Nederzettingen: Amsterdam eiland (incl. Smeerenburg) · Jan Mayen
Vestingen: Acadia · Fort Nassau · Zoutpannen in Venezuela
*: Gebieden ook in handen van de Bataafse Republiek geweest.